# The Anna Nicole Show
The Anna Nicole Show var en dokusåpa som handlade om Anna Nicole Smith. Den gick i 2 säsonger mellan august1 2002 och oktober 2004 i totalt 26 avsnitt. Tittarna fick se Anna Nicole berusad, påverkad av droger och till och med ha samlag. Serien blev inte succé, men det gick runt.